# Gaspar Barléu
Gaspar Barléu ou, em latim, Caspar Barlaeus (12 de fevereiro de 1584 — 14 de janeiro de 1648) foi um teólogo, humanista, poeta, historiador e polímata holandês.

## Biografia
Nascido Caspar (Kaspar) van Baarle (é mais conhecido pelo seu nome Latino), estudou teologia e foi clérigo antes de tornar-se professor de lógica na Universidade de Leiden.
A partir de 1631, atuou no Ateneu de Amsterdã (Athenaeum Illustre). Esta instituição, sediada na quatrocentista Agnietenkapel, é tida como antecessora da Universidade de Amsterdã. Lá, em Janeiro de 1632, Barlaeus proferiu, juntamente com Gerard Vossius, sua preleção inaugural, tendo mais tarde encorajado Martinus Hortensius a fazer o mesmo.
Barlaeus trabalhou também como médico. Viveu em Caen algum tempo, tendo defendido a causa Arminiana e pregado em Nieuwe-Tonge.

## Obra
Barlaeus publicou vários volumes de poesia, especialmente em latim. Escreveu também a eulogia que acompanha o retrato do cartógrafo Willem Blaeu, datado de 1622. Interessou-se por vários aspectos da cartografia e da história. Ainda em 1622 traduziu a "Descrição das Índias Ocidentais" de Antonio de Herrera y Tordesillas. Em 1627 compôs o texto para o atlas da Itália organizado por Jodocus Hondius.
Escreveu um relato do Império colonial holandês no Brasil, inspirado pela atuação de João Maurício de Nassau (Johan Maurits) em Recife. Denominado "História dos Feitos Recentemente Praticados Durante Oito Anos no Brasil e Noutras Partes sob o Governo de Wesel, Tenente-General de Cavalaria das Províncias-Unidas sob o Príncipe de Orange" ("Casparis Balaei, Rervm per octennivm in Brasília et alibi nuper geftarum, Sub Praefectura Illftriffimi Comitis I. Mavritii, Nassoviae, &c. Comitis, Nunc Vefallae Gubernatoris & Equitatus Foederatorum Belfii Ordd. Fub Avriaco Ductoris, Historia". Amsterdã, 1647), contém grande número de mapas e ilustrações da região. Franciscus Plante escreveu neste mesmo ano um trabalho semelhante, o Mauritias, incluindo os mapas já publicados na obra de Barlaeus (mapas do Ceará, de Pernambuco, da Paraíba, e de Pernambuco Boreal"). Plante incluiu também o mesmo retrato de Maurício de Nassau presente na obra de Barlaeus.
Em 1638, Barlaeus escreveu "Medicea Hospes, sive descriptio publicae gratulationis, qua ... Mariam de Medicis, excepit senatus populusque Amstelodamensis". Publicado por Willem Blaeu, inclui duas grandes imagens das cerimônias realizadas por ocasião da entrada triunfal da rainha-mãe Maria de Médici da França, em Amsterdã, no ano de 1638. Considerada um momento importante da história dos Países Baixos, a visita de Maria representou o reconhecimento internacional "de facto" à recém-constituída República Holandesa. Na verdade, Marie de Medici viajou como exilada, mas a ocasião foi aproveitada politicamente, e a sua recepção foi marcada por uma série de festividades solenes.
No Brasil, é particularmente lembrado pela citação feita por Euclides da Cunha em sua obra "À margem da História" como o "... mesmo doloroso apotegma - ultra aequinotialem non peccavi [não existe pecado abaixo do Equador] - que Barlaeus engenhou para explicar os desmandos da época colonial". Sérgio Buarque de Holanda retomou o tema em sua obra principal, "Raízes do Brasil", acrescentando um comentário, do próprio Barlaeus, "Como se a linha que divide os hemisférios separasse também a virtude do vício", ideias mais tarde transpostas para a canção da autoria de seu filho Chico Buarque, e de Ruy Guerra, "Não existe pecado ao sul do equador", popularizada na voz de Ney Matogrosso.

## Morte e legado
Barlaeus morreu em Amsterdã. Franciscus Plante escreveu o obituário e epitáfio de Barlaeus em 1648. O Barlaeus Gymnasium, em Amsterdã, tem o seu nome em homenagem. Há uma Van Baerlestraat (Rua Van Baerle) tanto em Amsterdã como em Nieuwe-Tonge.

## Obra
- Manes Auriaci (1625)
- Hymnus ad Christum (1628)
- Poemata (1628)
- Medicea hospes (1638)
- Faces augustae (1643)
- Rerum in Brasilia et alibi gestarum (1647)
- Verscheyde Nederduytsche gedichten (1651)
- Mercator sapiens, sive Oratio de coniungendis mercaturae et philosophiae studiis